# 科弗特 (紐約州)
科弗特（英語：Covert）是一個位於美國紐約州塞尼卡縣的鎮。

## 人口
根據2020年美國人口普查的數據，科弗特的面積為97.33平方千米，當中陸地面積為81.29平方千米，而水域面積為16.04平方千米。當地共有人口2315人，而人口密度為每平方千米24人。